# Benno von Heynitz
Benno von Heynitz (* 22. Dezember 1924 in Dresden; † 29. Oktober 2010 in Weilburg) war Mitbegründer des Bautzen-Komitee e. V. und Initiator der Gründung der Gedenkstätte Bautzen. Nach der Friedlichen Revolution in der DDR 1989 initiierte Benno von Heynitz die Gründung des Bautzen-Komitees, des Vereins ehemaliger politischer Häftlinge der Bautzener Gefängnisse, zu denen er selbst gehörte.

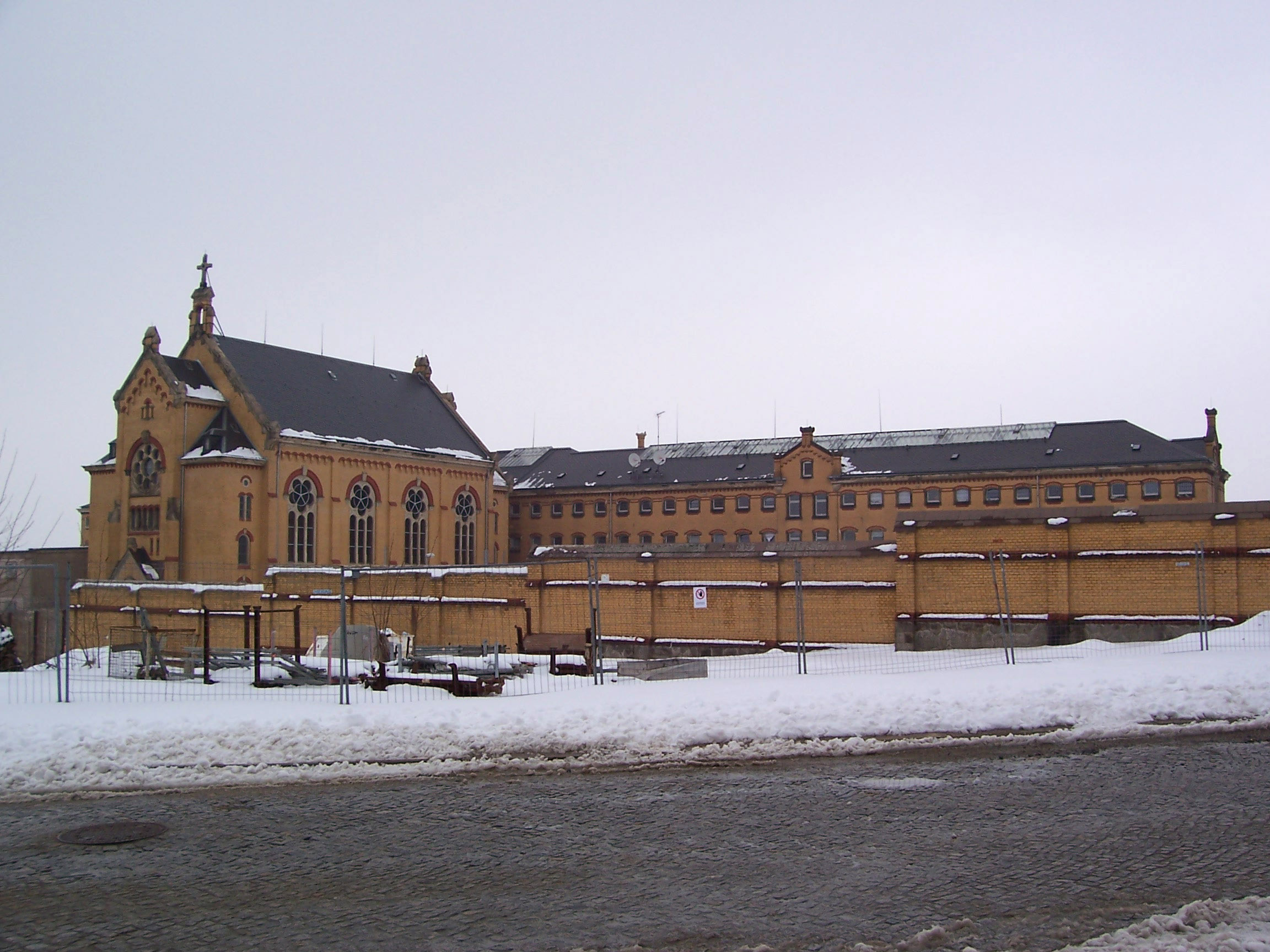
„Gelbes Elend“: Teil des Gebäudekomplexes der Strafvollzugseinrichtung Bautzen

## Leben

### Herkunft
Benno von Heynitz wurde am 22. Dezember 1924 in Dresden geboren. Seine Eltern waren der Jurist Aurel von Heynitz (1867–1938) und Ilse, geborene von Wuthenau (1890–1989). Er erhielt den in der Familie von Heynitz traditionellen Taufnamen Benno. Seine Kindheit verbrachte er zunächst auf dem Rittergut Weicha im Kreis Bautzen, das sein drei Jahre älterer Bruder Wichard 1927 von einer Seitenlinie der Familie geerbt hatte. Für die Bewirtschaftung des Gutes zeichnete der Vater verantwortlich.

### Familie
Am 25. August 1961 heiratete Benno in Weilburg Ingeborg Kalke (* 4. März 1924 in Breslau; † 15. Juni 1987 in Weilburg). Das Paar hatte die beiden Kinder:
- Wolfram (* 21. September 1963), Jurist, Attaché im Auswärtigen Amt
- Barbara (* 9. März 1965), Fremdsprachenkorrespondentin ⚭ 1994 Werner Knetsch (24. Dezember 1962), führt seit 1994 den Namen Knetsch-von Heynitz

### 1933–1945
Dem Nationalsozialismus stand die konservativ orientierte Familie von Heynitz sehr reserviert gegenüber. Benno von Heynitz war von Anfang an kein begeistertes Mitglied der Hitler-Jugend. Die anfängliche Abneigung gegen das Dritte Reich wuchs sich zur Gegnerschaft aus, als die Familie zunehmend mit dem NS-Regime in Konflikt geriet. 1935 wurde das Rittergut unter dem massiven Druck der Sächsischen Bauernsiedlung GmbH aufgelöst, der Besitz also enteignet. Bennos Bruder Wichard von Heynitz war geistig leicht behindert und wurde seit 1937 auf ärztlichen Rat hin in verschiedenen Pflegeheimen untergebracht. Am 8. Mai 1941 wurde der 19-jährige im Rahmen der sogenannten Aktion T4 in die Tötungsanstalt Pirna-Sonnenstein verlegt und dort, trotz eines Rettungsversuches der Familie, ermordet. Benno von Heynitz hörte als Jugendlicher, was streng verboten war, ausländische Radiosender, sammelte und reichte Informationsschriften (Kettenbriefe mit regimefeindlichem Inhalt) vertraulich weiter. Um dem Reichsarbeitsdienst zu umgehen, meldete er sich im September 1942 freiwillig zur Wehrmacht, die ihm zu diesem Zeitpunkt weniger nationalsozialistisch erschien. Auf eine schwere Verwundung in der Ukraine folgte ein längerer Lazarettaufenthalt von September 1943 bis März 1944 in Berlin. Als Lungenverletzter konnte er sich zu Genesungszwecken oft allein im Grunewald aufhalten, wo er Flugblätter, abgeworfen von der alliierten Luftwaffe, aufsammelte. Den Inhalt nutzte er nicht nur zur eigenen Information, sondern zur politischen Argumentation und Agitation gegen das NS-Regime. Nach seiner Heilung wurde von Heynitz als Soldat bei Ersatztruppen in Österreich und Ungarn eingesetzt.

### 1945–1956
Unmittelbar nach Kriegsende kehrte Benno von Heynitz im Mai 1945 nach Weicha bei Bautzen zurück und konnte nach einem achtmonatigen Junglehrer-Lehrgang am 1. September 1946 im Kreis Bautzen als Lehrer tätig werden. Den Lehrgang hatte er besuchen können, da bekannt war, wie sehr seine Familie unter dem NS-Regime gelitten hatte. 1945 hatte er sich der Liberal-Demokratischen Partei Deutschlands angeschlossen, um sich für den demokratischen Wiederaufbau zu engagieren. Er kritisierte die Verletzung von Menschenrechten und die Ausschaltung der SPD in der Sowjetischen Besatzungszone bzw. die Zwangsvereinigung von SPD und KPD zur SED und beteiligte sich am Aufbau eines Widerstandsnetzes. 1947 wurde er von einem sowjetischen Militärtribunal zu 25 Jahren Haft verurteilt. Für sein freiheitliches Engagement büßte er zehn Jahre als politischer Häftling in den Lagern und Gefängnissen der Sowjetischen Besatzungszone und der DDR, unter anderem im Gelben Elend in Bautzen und in der Justizvollzugsanstalt Brandenburg a. d. Havel. Im Zuge der Heimkehr der letzten Kriegsgefangenen aus der Sowjetunion wurden 1956 fast alle SMT-Verurteilten in die Freiheit entlassen und so konnte Benno von Heynitz in jenem Jahr in die BRD ausreisen. Seine Mutter lebte bereits seit 1954 in Marburg.

### 1956–2010
Benno von Heynitz besuchte zunächst ein Seminar für Spätestheimkehrer in Göttingen, das er im März 1957 mit dem Abitur beendete. Nach einem Jura-Studium in Göttingen, Heidelberg, Bonn und Marburg, das er 1963 mit der ersten Staatsprüfung abschloss, folgte der juristische Vorbereitungsdienst als Gerichtsreferendar. Nach der zweiten Staatsprüfung folgte die Ernennung zum Assessor im April 1967. Benno von Heynitz wurde Beamter in der Vertretung des Landes Hessen beim Bund. In Bonn arbeitete er bis zu seiner Pensionierung Ende 1986 als Ministerialbeamter und war als juristischer Fachbeamter an der Gesetzgebung des Bundes beteiligt. Benno von Heynitz war bis zu seinem Tode Mitglied der SPD, hatte aber nie ein Mandat angestrebt, „um niemandem nach dem Mund reden zu müssen“, wie er einmal sagte. Pensioniert lebte er im Weilburger Stadtteil Odersbach, wo er am 29. Oktober 2010 im Alter von nahezu 86 Jahren starb.

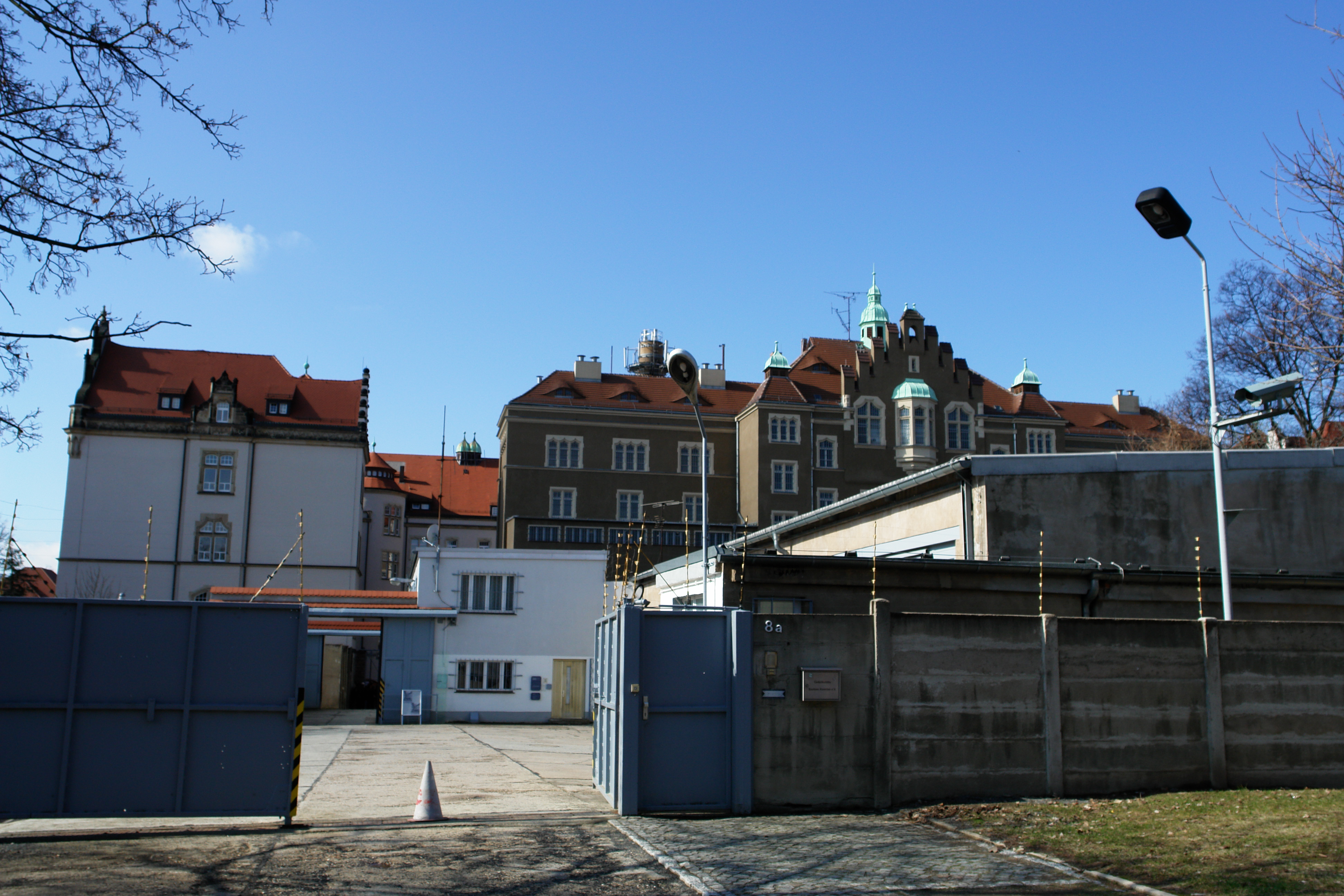
Eingangsbereich der Gedenkstätte Bautzen

## Bautzen-Komitee und Gedenkstätte
1990 begründete Benno von Heynitz das Bautzen-Komitee, das sich für die Rechte und Interessen der politischen Haftopfer und für die Aufarbeitung des Unrechts einsetzt. Er erhielt die Mitgliedsnummer 001. Als langjähriger Vorsitzender des Komitees wirkte von Heynitz bei der Suche nach Massengräbern der politisch Inhaftierten auf dem Bautzener Karnickelberg mit. Auch die Anlage einer würdigen Gräberstätte, der Gedenkkapelle und die Errichtung der Gedenkstätte Bautzen trieb er voran.

## Anerkennungen
Die Hauptmilitärstaatsanwaltschaft der Russischen Föderation rehabilitierte Benno von Heynitz am 9. August 1996 als Opfer politischer Repressionen. In einem Gutachten heißt es zur Begründung, in der Strafakte befänden sich keine Beweise für seine Schuld. Für seine hervorragenden Verdienste um Demokratie und Menschenrechte verliehen ihm das Land Hessen 2007 die Wilhelm-Leuschner-Medaille und Bundespräsident Horst Köhler 2009 das Bundesverdienstkreuz 1. Klasse. Bis zu seinem Tode war Benno von Heynitz Ehrenvorsitzender des Bautzen-Komitees e. V., für das er sich bis zuletzt engagierte.